# UNMEE

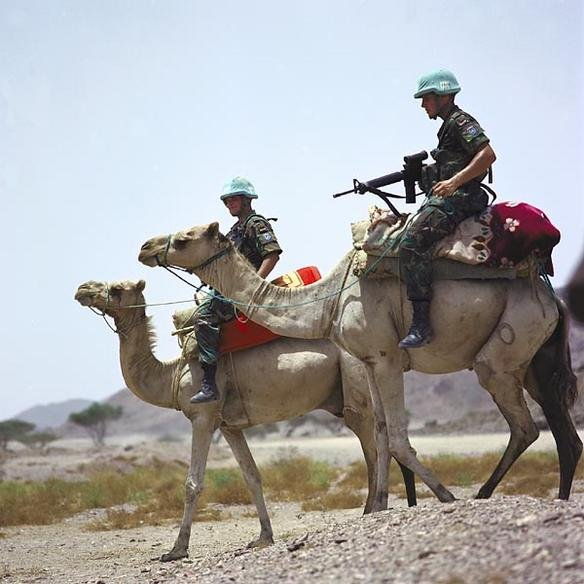
Soldati olandesi in pattugliamento

La  Missione delle Nazioni Unite in Etiopia ed Eritrea (UNMEE dall'inglese United Nations Mission in Ethiopia and Eritrea) è stata una missione autorizzata dal Consiglio di Sicurezza formata nel 2000 per monitorare il cessate il fuoco dopo la Guerra Etiopia-Eritrea scoppiata nel 1998 e finita con l'accordo di Algeri il 12 dicembre 2000, legata alla questione dei confini soprattutto intorno alla località di Badme.
Il compito della missione è quello di far rispettare il nuovo confine tra i due stati definito da una commissione ma non riconosciuto dall'Etiopia, che comunque ha acconsentito al dispiegamento del contingente.
I quartier generali della missione sono nella capitale eritrea, Asmara, e in quella etiope Addis Abeba (Etiopia). La tensione tra i due paesi, però, rimase molto alta.
Il contingente di 3.300 caschi blu provenienti da: Algeria, Austria, Bangladesh, Bolivia, Bosnia ed Erzegovina, Brasile, Bulgaria, Cina, Croazia, Danimarca, Finlandia, Francia, Gambia, Germania, Ghana, Giordania, Grecia, Guatemala, India, Iran, Italia, Kenya, Kirghizistan, Malaysia, Mongolia, Namibia, Nepal, Nigeria, Norvegia, Pakistan, Paraguay, Perù, Polonia, Repubblica Ceca, Romania, Russia, Stati Uniti, Sudafrica, Spagna, Svezia, Svizzera, Tanzania, Tunisia, Ucraina, Uruguay e Zambia.
Questa soluzione però si è dimostrata dannosa in quanto molti rifugiati da entrambe le parti non poterono far ritorno nel proprio paese a causa della chiusura della frontiera.
La missione non è stata priva di difficoltà: il governo eritreo ha dapprima chiesto all'ONU di ridurre la forza a 300 militari e dopo ha vietato agli elicotteri del contingente di volare sul proprio spazio aereo.
Nel novembre 2005 il Consiglio di Sicurezza delle Nazioni Unite con una risoluzione ha minacciato sanzioni per i due paesi se non avessero rispettato gli accordi presi.
La missione è terminata il 31 luglio 2008.